# 三重県第1区
三重県第1区（みえけんだい1く）は、日本の衆議院議員総選挙における選挙区である。1994年の公職選挙法改正で設置。

## 区域

### 現在の区域
2017年（平成29年）公職選挙法改正以降の区域は以下のとおりである。2017年の区割変更により、かつての1区及び4区の区域の一部が新しい区域となっている。
- 津市
- 松阪市

### 2017年以前の区域
2013年（平成25年）公職選挙法改正から2017年の小選挙区改定までの区域は以下のとおりである。
- 津市（旧津市・安芸郡域）
  - 本庁管内
  - 河芸・芸濃・美里・安濃の各総合支所管内
  - 高野尾・大里・一身田・白塚・栗真・安東・櫛形・片田・神戸・藤水・高茶屋・雲出の各出張所管内
- 名張市
- 伊賀市

1994年（平成6年）公職選挙法改正から2013年の小選挙区改定までの区域は以下のとおりである。
- 津市
- 上野市
- 名張市
- 安芸郡
- 阿山郡
- 名賀郡

## 歴史
2017年の区割変更までは、伊勢湾に面する県都・津市周辺と関西との結びつきが深い伊賀地域を、旧安芸郡でもって繋いで1選挙区としていた。そのため選挙区全体での一体感は政治・選挙面以外では比較的薄い。また、中選挙区時代から保守的な地域として知られる。
小選挙区制導入後は、中井洽（民社党〜新進党〜自由党〜民主党）と川崎二郎（自由民主党）の2人による争いが続いていたが、両者の勢力は拮抗しているため、いずれの選挙も小選挙区で敗れた候補が比例区で復活当選していた（なお、川崎も中井も伊賀地域を地盤としている）。かつての中選挙区時代から数えると、約30年にわたるライバル関係であった。
第46回衆議院議員総選挙では中井が引退を表明。川崎が大差で当選し、初めて2位以下に比例復活の当選者が出なかった。
2017年の法改正で区割りが変更され、伊賀地域が1区から2区へ移動し、4区から津市の一部及び松阪市全域が1区に移行された。自由民主党においては、川崎二郎が2区へ国替えし、松阪市とその周辺を地盤としている田村憲久が4区から1区へ国替え、移行後、初めて行われた第48回衆議院議員総選挙では、田村が勝利した。第49回衆議院議員総選挙では、田村が厚生労働大臣を務めていたこともあり、コロナ対応の批判で苦戦も予想されたが、結局は立憲民主党の候補の比例復活も許さずに勝利した。第50回衆議院議員総選挙では、立憲民主党の福森和歌子に比例復活を許したものの大差で田村が勝利した。

## 小選挙区選出議員
| 選挙名                 | 年                 | 当選者   | 党派       | 備考   |
| ---------------------- | ------------------ | -------- | ---------- | ------ |
| 第41回衆議院議員総選挙 | 1996年（平成8年）  | 中井洽   | 新進党     | 旧区域 |
| 第42回衆議院議員総選挙 | 2000年（平成12年） | 川崎二郎 | 自由民主党 | 旧区域 |
| 第43回衆議院議員総選挙 | 2003年（平成15年） | 川崎二郎 | 自由民主党 | 旧区域 |
| 第44回衆議院議員総選挙 | 2005年（平成17年） | 川崎二郎 | 自由民主党 | 旧区域 |
| 第45回衆議院議員総選挙 | 2009年（平成21年） | 中井洽   | 民主党     | 旧区域 |
| 第46回衆議院議員総選挙 | 2012年（平成24年） | 川崎二郎 | 自由民主党 | 旧区域 |
| 第47回衆議院議員総選挙 | 2014年（平成26年） | 川崎二郎 | 自由民主党 | 旧区域 |
| 第48回衆議院議員総選挙 | 2017年（平成29年） | 田村憲久 | 自由民主党 |        |
| 第49回衆議院議員総選挙 | 2021年（令和3年）  | 田村憲久 | 自由民主党 |        |
| 第50回衆議院議員総選挙 | 2024年（令和6年）  | 田村憲久 | 自由民主党 |        |

## 選挙結果
時の内閣：第1次石破内閣 解散日：2024年10月9日 公示日：2024年10月15日
当日有権者数：35万733人 最終投票率：54.89%（前回比：0.01%） （全国投票率：53.85%（2.08%））
| 当落 | 候補者名   | 年齢 | 所属党派   | 新旧 | 得票数    | 得票率 | 惜敗率 | 推薦・支持             | 重複 |
| ---- | ---------- | ---- | ---------- | ---- | --------- | ------ | ------ | ---------------------- | ---- |
| 当   | 田村憲久   | 59   | 自由民主党 | 前   | 107,926票 | 57.57% | ――     | 公明党推薦             | ○    |
| 比当 | 福森和歌子 | 54   | 立憲民主党 | 新   | 63,770票  | 34.02% | 59.09% | 国民民主党三重県連支持 | ○    |
|      | 出口洋介   | 35   | 日本共産党 | 新   | 15,776票  | 8.42%  | 14.62% |                        |      |

時の内閣：第1次岸田内閣 解散日：2021年10月14日 公示日：2021年10月19日
当日有権者数：35万9419人 最終投票率：54.88%（前回比：1.77%） （全国投票率：55.93%（2.25%））
| 当落 | 候補者名   | 年齢 | 所属党派                             | 新旧 | 得票数    | 得票率 | 惜敗率 | 推薦・支持                                       | 重複 |
| ---- | ---------- | ---- | ------------------------------------ | ---- | --------- | ------ | ------ | ------------------------------------------------ | ---- |
| 当   | 田村憲久   | 56   | 自由民主党                           | 前   | 122,772票 | 63.09% | ――     | 公明党推薦                                       | ○    |
|      | 松田直久   | 67   | 立憲民主党                           | 元   | 64,507票  | 33.15% | 52.54% | 社会民主党三重県連合推薦、国民民主党三重県連支持 | ○    |
|      | 山田いずみ | 35   | NHKと裁判してる党 弁護士法72条違反で | 新   | 7,329票   | 3.77%  | 5.97%  |                                                  | ○    |

時の内閣：第3次安倍第3次改造内閣 解散日：2017年9月28日 公示日：2017年10月10日
当日有権者数：36万6960人 最終投票率：56.65%（前回比：0.48%） （全国投票率：53.68%（1.02%））
| 当落 | 候補者名 | 年齢 | 所属党派          | 新旧 | 得票数    | 得票率 | 惜敗率 | 推薦・支持 | 重複 |
| ---- | -------- | ---- | ----------------- | ---- | --------- | ------ | ------ | ---------- | ---- |
| 当   | 田村憲久 | 52   | 自由民主党        | 前   | 109,584票 | 53.82% | ――     | 公明党推薦 | ○    |
|      | 松田直久 | 63   | 無所属 (民進党籍) | 前   | 94,045票  | 46.18% | 85.82% |            |      |

時の内閣：第2次安倍改造内閣 解散日：2014年11月21日 公示日：2014年12月2日
当日有権者数：30万4954人 最終投票率：56.17%（前回比：6.47%） （全国投票率：52.66%（6.66%））
| 当落 | 候補者名   | 年齢 | 所属党派   | 新旧 | 得票数   | 得票率 | 惜敗率 | 推薦・支持 | 重複 |
| ---- | ---------- | ---- | ---------- | ---- | -------- | ------ | ------ | ---------- | ---- |
| 当   | 川崎二郎   | 67   | 自由民主党 | 前   | 88,219票 | 52.98% | ――     | 公明党推薦 | ○    |
| 比当 | 松田直久   | 60   | 維新の党   | 新   | 56,504票 | 33.93% | 64.05% |            | ○    |
|      | 橋本マサ子 | 68   | 日本共産党 | 新   | 21,785票 | 13.08% | 24.69% |            |      |

時の内閣：野田第3次改造内閣 解散日：2012年11月16日 公示日：2012年12月4日
当日有権者数：30万7509人 最終投票率：62.64%（前回比：10.31%） （全国投票率：59.32%（9.96%））
| 当落 | 候補者名 | 年齢 | 所属党派     | 新旧 | 得票数   | 得票率 | 惜敗率 | 推薦・支持 | 重複 |
| ---- | -------- | ---- | ------------ | ---- | -------- | ------ | ------ | ---------- | ---- |
| 当   | 川崎二郎 | 65   | 自由民主党   | 前   | 88,989票 | 47.32% | ――     | 公明党推薦 | ○    |
|      | 松田直久 | 58   | 日本維新の会 | 新   | 54,970票 | 29.23% | 61.77% |            | ○    |
|      | 橋本千晶 | 44   | 民主党       | 新   | 29,041票 | 15.44% | 32.63% |            | ○    |
|      | 岡野恵美 | 60   | 日本共産党   | 新   | 15,059票 | 8.01%  | 16.92% |            |      |

- 橋本は2019年の第19回統一地方選挙で実施された四日市市議会議員選挙に無所属で出馬し、落選。

時の内閣：麻生内閣 解散日：2009年7月21日 公示日：2009年8月18日
当日有権者数：31万63人 最終投票率：72.95%（前回比：0.36%） （全国投票率：69.28%（1.77%））
| 当落 | 候補者名 | 年齢 | 所属党派   | 新旧 | 得票数    | 得票率 | 惜敗率 | 推薦・支持 | 重複 |
| ---- | -------- | ---- | ---------- | ---- | --------- | ------ | ------ | ---------- | ---- |
| 当   | 中井洽   | 67   | 民主党     | 前   | 118,413票 | 53.55% | ――     |            | ○    |
| 比当 | 川崎二郎 | 61   | 自由民主党 | 前   | 98,380票  | 44.49% | 83.08% |            | ○    |
|      | 後谷一司 | 48   | 幸福実現党 | 新   | 4,340票   | 1.96%  | 3.67%  |            |      |

時の内閣：第2次小泉改造内閣 解散日：2005年8月8日 公示日：2005年8月30日
当日有権者数：31万151人 最終投票率：72.59%（前回比：5.18%） （全国投票率：67.51%（7.65%））
| 当落 | 候補者名 | 年齢 | 所属党派   | 新旧 | 得票数    | 得票率 | 惜敗率 | 推薦・支持 | 重複 |
| ---- | -------- | ---- | ---------- | ---- | --------- | ------ | ------ | ---------- | ---- |
| 当   | 川崎二郎 | 57   | 自由民主党 | 前   | 112,023票 | 50.50% | ――     |            | ○    |
| 比当 | 中井洽   | 63   | 民主党     | 前   | 95,560票  | 43.08% | 85.30% |            | ○    |
|      | 岡野恵美 | 53   | 日本共産党 | 新   | 14,236票  | 6.42%  | 12.71% |            |      |

時の内閣：第1次小泉第2次改造内閣 解散日：2003年10月10日 公示日：2003年10月28日
当日有権者数：30万8441人 最終投票率：67.41%（前回比：2.36%） （全国投票率：59.86%（2.63%））
| 当落 | 候補者名 | 年齢 | 所属党派   | 新旧 | 得票数    | 得票率 | 惜敗率 | 推薦・支持 | 重複 |
| ---- | -------- | ---- | ---------- | ---- | --------- | ------ | ------ | ---------- | ---- |
| 当   | 川崎二郎 | 55   | 自由民主党 | 前   | 101,911票 | 50.09% | ――     |            | ○    |
| 比当 | 中井洽   | 61   | 民主党     | 前   | 90,381票  | 44.42% | 88.69% |            | ○    |
|      | 大嶽隆司 | 42   | 日本共産党 | 新   | 11,157票  | 5.48%  | 10.95% |            |      |

時の内閣：第1次森内閣 解散日：2000年6月2日 公示日：2000年6月13日
当日有権者数：30万4467人 最終投票率：69.77%（前回比：1.28%） （全国投票率：62.49%（2.84%））
| 当落 | 候補者名 | 年齢 | 所属党派   | 新旧 | 得票数    | 得票率 | 惜敗率 | 推薦・支持 | 重複 |
| ---- | -------- | ---- | ---------- | ---- | --------- | ------ | ------ | ---------- | ---- |
| 当   | 川崎二郎 | 52   | 自由民主党 | 前   | 104,484票 | 50.87% | ――     |            |      |
| 比当 | 中井洽   | 58   | 自由党     | 前   | 76,673票  | 37.33% | 73.38% |            | ○    |
|      | 駒田拓一 | 64   | 日本共産党 | 新   | 21,158票  | 10.30% | 20.25% |            |      |
|      | 林建二   | 27   | 自由連合   | 新   | 3,097票   | 1.51%  | 2.96%  |            |      |

時の内閣：第1次橋本内閣 解散日：1996年9月27日 公示日：1996年10月8日
当日有権者数：29万5948人 最終投票率：68.49% （全国投票率：59.65%（8.11%））
| 当落 | 候補者名 | 年齢 | 所属党派   | 新旧 | 得票数   | 得票率 | 惜敗率 | 推薦・支持     | 重複 |
| ---- | -------- | ---- | ---------- | ---- | -------- | ------ | ------ | -------------- | ---- |
| 当   | 中井洽   | 54   | 新進党     | 前   | 89,802票 | 45.21% | ――     |                |      |
| 比当 | 川崎二郎 | 48   | 自由民主党 | 前   | 89,359票 | 44.98% | 99.51% | 社会民主党推薦 | ○    |
|      | 藤井新一 | 38   | 日本共産党 | 新   | 19,483票 | 9.81%  | 21.70% |                |      |